# Bossa Nova Baby
Bossa Nova Baby è un brano musicale interpretato da Elvis Presley, scritto da Jerry Leiber e Mike Stoller, e pubblicato come singolo nell'ottobre 1963.

## Il brano
La canzone venne incisa da Elvis il 22 gennaio 1963, presso gli studi Radio Recorders di Hollywood, California, per essere inclusa nella colonna sonora del film L'idolo di Acapulco.
Il 45 giri raggiunse la posizione numero 8 della Billboard Hot 100 negli Stati Uniti e la numero 13 in Gran Bretagna.
La prima versione della canzone ad essere registrata e ad uscire come singolo non fu però quella di Elvis, ma venne bensì pubblicata dai Tippie and the Clovers nel 1962.